# 컬러풀 Eyes
〈컬러풀 Eyes〉(カラフル Eyes)는 Sexy Zone의 10번째 싱글이다. 포니 캐년에서 2015년 12월 16일에 발매됐다.

## 개요
- 이번 작품은 6번째 싱글 《King & Queen & Joker》 이후의 5명이 부른 싱글이다.
- 커플링 곡 〈Make my day〉는 멤버인 나카지마 켄토가 주연이고 다른그룹 멤버인 키시 유타가 출현한 닛폰 TV 계열 일본 스페셜 드라마와 쇼 게이트 배급 영화 《쿠로사키군의 말대로는 되지 않아》 주제가이다.
- Sexy Zone Shop반은 10번째 싱글 발매를 기념한 수량 한정으로 생산된 호화 LP사이즈이지만, 본체는 CD 및 DVD이다.
- 초회한정반은 각각 A에는 사토 쇼리, B에는 나카지마 켄토, C에는 키쿠치 후마의 솔로 곡이 수록되어 있다.
- 초회한정반 3종, 통상판, Sexy Zone Shop반 1종 등 총 5종 형태로 발매.

## 차트 성적
첫 주에 17.3만 장이 팔리면서 2015년 12월 28일 오리콘 싱글 차트에서 1위를 차지했다. 이번 작품의 발매 첫 주 매상 매수는 전작 〈Cha-Cha-Cha챔피언〉(2015년 7월 발매)의 첫 주 매상 10.8만 장을 넘어섰다.

## 수록곡

### 초회반A
CD
1. 컬러풀 Eyes(カラフル Eyes) [3:56]
  - 작사: 쿠보타 히로시 / 작곡: Andreas Ohrn, Henrik Smith, Andreas Oberg / 편곡:후나야마 모토키
2. Make my day [4:03]
  - 작사:미우라 노리코, 작곡: 카와구치 스스무 Joakim Bjornberg, Christofer Erixon, 편곡: 이쿠타 마신

영화 《쿠로사키군의 말대로는 되지 않아》 주제가
3. Everyday love you - 사토 쇼리 [3:37]
  - 작사: 사토 쇼리 / 작곡: Takuya Harada, Joakim Bjornberg, Christofer Erixon / 편곡:스즈키 Daichi 히데유키[2][3]

DVD
1. 〈컬러풀 Eyes〉 Music Clip
2. Making of 〈컬러풀 Eyes〉 Music Clip

### 초회한정반B
CD
1. 컬러풀 Eyes
2. Make my day
3. Forever L - 나카지마 켄토 [3:48]
  - 작사: 나카지마 켄토 / 작곡:  MiNE, Atsushi Shimada / 편곡: GRP

DVD
1. 10th Single 〈컬러풀 Eyes〉 발매 기념 이벤트@TOKYO DOME CITY HALL 다이제스트
2. Making of 〈컬러풀 Eyes〉 Jacket Shooting

### 초회한정반C
CD
1. 컬러풀 Eyes
2. Make my day
3. Hello - 키쿠치 후마 [4:15]
  - 작사: 키쿠치 후마 / 작곡:  E.ONE, 정창욱 / 편곡: 요시오카 타쿠

DVD
1. 우리의 수증기 Sexy버스 투어(구사쓰 온천 편)(俺たちの湯けむりSexyバスツアー（草津温泉編）)

### 통상반
1. 컬러풀 Eyes
2. Make my day
3. 로맨틱하게 승리를 잡아라(ロマンティックに勝利をつかめ) [4:57]
  - 작사:쿠보타 히로시 / 작곡:  마카 이노코 오지 / 편곡:스즈키 Daichi 히데유키
4. 사랑하는 에브리데이(恋するエブリデイ) [4:35]
  - 작사: 이와사토 유호 / 작곡:  Andreas Stone Johansson, 오카지마 카나타, Yuki Ohnishi / 편곡: 이쿠타 마신
5. 컬러풀 Eyes (Inst.)
6. Make my day (Inst.)
7. 로맨틱하게 승리를 잡아라 (Inst.)
8. 사랑하는 에브리데이 (Inst.)

### Sexy Zone Shop반
CD
1. 컬러풀 Eyes
2. Make my day

★음성 특전: 멤버별 스페셜 보이스×5종씩(사토, 나카지마, 키쿠치, 마리우스, 마츠시마)
※각 멤벙이 스페셜 보이스가 다섯 종류씩 총 25종을 수록! 각각의 개성이 발휘되고 있기 때문에 수록 분류는 각각 다르다.
DVD
1. 〈컬러풀 Eyes〉 Image Clip 멤버 솔로 ver.(사토, 나카지마, 키쿠치, 마리우스, 마츠시마

※1곡 있는 그대로 좋아하는 멤버의 모습을 만족할 수 있는 영상이 모든 멤버 분량이 수록!
★더블 자켓 사양
★LP사이즈 재킷 사양(31.5세 31.5cm)
★LP사이즈+스페셜 포토 북(8P)
‘봉입 특전’ 팬미팅 응모권